# كأس هولندا 1988–89
كأس هولندا 1988–89 (بالهولندية: KNVB beker 1988/89)‏ هو الموسم 71 من كأس هولندا. أشرف على تنظيمه الاتحاد الملكي الهولندي لكرة القدم، وكان عدد الأندية المشاركة فيه 64، وفاز فيه نادي آيندهوفن.